# Villa Rösl (Ammerland)

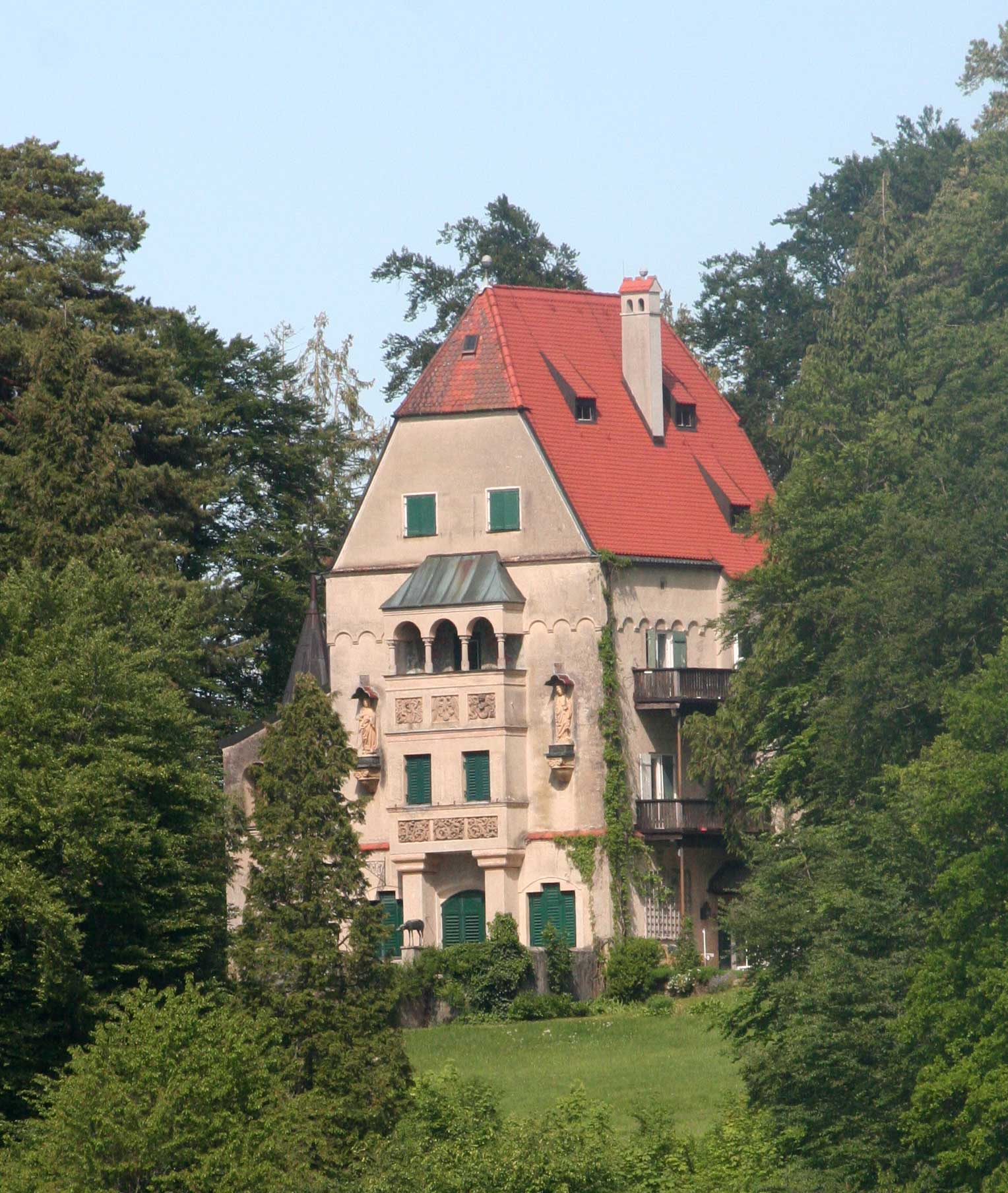
Villa Rösl

Die Villa Rösl in Ammerland, einem Gemeindeteil von Münsing im oberbayerischen Landkreis Bad Tölz-Wolfratshausen, wurde in den 1870er Jahren errichtet. Die Villa am Siegleweg 10 ist ein geschütztes Baudenkmal.
Die Künstlervilla, ein dreigeschossiger durch Erker, Loggien und Treppenhausturm gegliederter Steildachbau, wurde im Stil eines Tiroler Ansitzes von Joseph Rösl ab 1870 errichtet und 1903 erweitert.